# Laze pri Gorenjem Jezeru
Laze pri Gorenjem Jezeru je naselje u slovenskoj Općini Cerknici. Laze pri Gorenjem Jezeru se nalazi u pokrajini Notranjskoj i statističkoj regiji Notranjsko-kraškoj. 

## Stanovništvo
Prema popisu stanovništva iz 2002. godine naselje je imalo 16 stanovnika.